# Релігії адигів
Релігії адигів — традиційні вірування адигів (черкесів).

## Стародавня монотеїстична релігія адигів (черкесів)
Стародавня релігія адигів (черкесів) є монотеїзм з чіткою системою шанування Єдиного бога Тха, Тхашхо ( 'Тхье, Тхьешхуе' ).
Дана релігія є частиною філософсько-етичного вчення Хабзе, що регулює всі аспекти життя адигів, і визначального ставлення людини до людини, до навколишнього світу, до бога.
Тхьа (Тхьашхо) — творець світу і його законів, що дав людині можливість їх пізнання, що наближає людину до Бога. Тхьа не втручається у повсякденне життя, надаючи людині свободу вибору. Тхьа не має будь-якого образу, він всюдисущий, його присутність розсіяна по всьому світу. У гімнах Тхьа іменується «той, у кого все просять, який сам нікого нічого не просить», «єдине джерело надії», «джерело всіх справжніх дарів».
Згідно адигських (черкеських) космогонічних текстів, світ почався з первісного втручання — будівництва його мережею (Х'и). Після цього об'єкти світу утворювалися природним шляхом, розвиваючись за внутрішніми законами.
Шанування і побожне ставлення до Тхьа, прохання до нього виражаються через обряди та ритуали — Тхьел'еІу (прохання до Тхьа), Х'уех'у (гімни-молитви). Для проведення Тхьел'ely не можна користуватися рукотворними спорудами (lерищl). Обряди проводяться в особливих місцях, найчастіше це мальовничі гаї — Тхьел'еlупlе, Тхьещlаг' МЕЗ. Крім їх основної назви, використовують метафоричне — чійзихамибз (гай, в якому нічого не зрізають). Місце Тхьел'еІупе відзначається символом у вигляді літери «Т». Обряди проводять старші в роду, громаді, селищі.
Важливим елементом черкеської релігійної системи є віра в душі (ПТЕ) предків, які мають можливість бачити й оцінювати справи їхніх нащадків. Поняття фізичних страждань або насолод в потойбічному світі (Хьедрихе) відсутня — є духовне задоволення або муки каяття Душі за свій життєвий шлях перед собою і перед обличчям предків. Тому завданням земного існування людини є удосконалення духа — збереження честі (Напе), прояв співчуття (Гущlег'у), безоплатне надання допомоги (Псапе), що, поряд з доблестю, відвагою воїна, дозволяє душі людини після смерті приєднатися до душ предків з чистою совістю (Напе Хужькlе).
Душі предків потребують поминання, в силу чого влаштовують тризни (Хьедеlус), практикується жертвоприношення або приготування поминальної їжі (Жьериме), роздача її для поминання душ померлих.

Історичні свідчення монотеїзму у адигів (черкесів) зафіксовані, наприклад, на початку 19 століття у записах  Л. Я. Люльє, який писав, — 

"… Черкеси прибережні мають вірування в єдність Бога, в безсмертя душі і в майбутнє життя, у якій віддається кожному по справах його земного життя …
З записаного видно, що жителі морського узбережжя і гірських ущелин, почасти походження Натухайського, Шапсугського і навіть Абадзехського, не мають певних релігійних понять, але вірують, однак, в єдність вищої істоти, творця Всесвіту.
Поняття черкесів в деяких випадках мають схожість з поняттями древніх скандинавів: так, наприклад, в старих легендах згадується про велетнів і пігмеїв, яких черкеси, нібито, застали при приході своєму на теперішні землі і яких рід згодом знищився; точно так само в оповіданнях скандинавських йдеться про деякого чоловіка на ім'я Нор в країні велетнів: черкеською мовою слово народ позначає «богатир».

Ім'я Тор, яке живе ще у мешканців Ісландії, позначає бога сили, владаря Перун; у черкесів і дотепер бога називають Тха і Тхашхо. Подібне зближення вимагає філологічного дослідження. 

## Обряди релігійного характеру
Обряд повітряного поховання — померлого укладали в дерев'яну колоду з двох половинок, видовбаних з цілісного стовбура, і підвішували високо на гілках дерева. Після досягнення тілом муміфікації (зазвичай — після закінчення одного року), його, не розкриваючи колоду, ховали в землі. Повітряне поховання застосовувалося у адигів (черкесів) з найдавніших часів. Поодинокі випадки повітряного поховання зафіксовані і в XlX столітті. Воно згадується і в знаменитій «Пісні Афіюх \ Адііф». Повітряне поховання зафіксоване як у давніх переказах, так і в повідомленнях іноземних мандрівників, як наприклад:
- 1427 — Іван Шільбергер, повертався з монгольського полону через території адигів (шапсугів). У своїх записах він повідомив[4]:

 У них (у черкесів) є звичай класти убитих блискавкою в труну, яку потім вішають на високе дерево. Після того приходять сусіди, приносячи з собою страви та напої, і починають танцювати і веселитися, ріжуть биків і баранів і роздають більшу частину м'яса бідним. Це вони роблять упродовж трьох днів, і повторюють те ж саме кожен рік, поки трупи абсолютно не зітліють, уявляючи, що людина, уражена блискавкою, має бути святою. 
- 1667 — турецький розвідник Евлія Челебі при описі адигського племені мамхегів також записав[5] —   Зробивши різні обряди, відуни збирають народ до узголів'я померлого. Це — дивовижне і рідкісне видовище. Після цього вони поміщають померлих в спеціальній раці на гілках великого дерева в горах. …

Черкеський правитель середньовічного Єгипту султан Баркук був також спочатку похований за допомогою повітряного поховання — труну з його тілом було підвішено його черкеським оточенням до стелі мечеті.
Відомо, що процес муміфікації дозволяє зберегти генетичний матеріал — молекули ДНК. Муміфікація у тому чи іншому вигляді присутня в багатьох культурах давнини.

## Дольменні культиабхазо-адигських народівдо нашої ери
Починаючи з V тисячоліття до н. е., предки  абхазо-адигських народів побудували на своїх землях більше двох з половиною тисяч дольменів, з яких більше тисячі розташовані уздовж Чорноморського узбережжя, що свідчить про існування потужного релігійного культу.
Оскільки найдавніші дольмени, розташовані на Північному схилі Кавказьких гір Причорномор'я, древніші дольмени чорноморського узбережжя, правдоподібнішою є гіпотеза про поширення дольменної культури зсередини області до моря, а не навпаки, як вважалося раніше.
Також кавказькі дольмени древніші мегалітичних споруд Європи, що ставить під сумнів гіпотезу зміни релігії адигів шляхом асиміляції з аріями.

## Період християнства в історії адигів
Християнські джерела вказують Зіхію ( Зіхія  — латинське і грецька назва Черкесії) і Абазгія (північна частина суч. Абхазії до р. Кодор) об'єктами проповідницької діяльності двох апостолів Христа — Андрія Первозваного і Симона Кананіта. З VI століття християнство затверджується у Черкеси Черкесії, де і існує до краху Візантійської імперії. У Черкесії утворився численний прошарок християнських священнослужителів (Шоген — поп, кардан — дяк. Шогенов і Карданов — найпоширеніші прізвища серед сучасних кабардинців.). Перший християнський єпископ (іуан) в Зіхії (Черкесії), з'являється в середині VI ст. Резиденція Єпископа Зіхії і Абазгії перебувала в Нікопсісе (суч. Новомихайлівське, на р. Нікепсухо Чорноморського узбережжя) на чорноморському узбережжі, де досі збереглися залишки християнського храму.
Територія, зайнята адигами, у духовному відношенні підпорядковувалася чотирьом єпархіях, єпископи яких призначалися Візантією. Ці єпархіальні центри знаходилися в Фанагорії,  Метрахе (Таматарха),  Зіхополісе і Нікопсе.
Є відомості про участь єпископів Фанагорійського і Зіхійского в церковних соборах ще на початку VI століття.
У документах Царгородського Собору 518 року стоїть підпис єпископа Фанагорійського Іоанна, а в матеріалах Константинопольського Собору 536 року зустрічається ім'я  Зіхійского єпископа Даміана.
Місцевість Лісистого кургану поблизу Нальчика також вказується як місце перебування християнських єпископів.
 Зіхська церква не підпорядковувалася національним церквам інших країн. Зіхське архієпископство не входило і до складу архієпископії Золотої Орди, що підкреслювало визнання з боку Папи Римського незалежного статусу  Зіхіі.
В 1346 черкеський аристократ Жан де зихи був висвячений в сан архієпископа  Зіхіі Папою Клементом VI в Авіньйоні.
Зіхські єпископи брали активну участь у всіх християнських соборах IV—XIV ст. У період з XIII по XV ст. і епізодично аж до першої половини XVII ст. на території  Зіхіі ( Черкесії) велася активна місіонерська діяльність з боку римо-католицької церкви.
1318 — митрополит Зіхсько-Матрахської митрополії мав резиденцію в Матрасі (Тамані).
1396 — Зіхсько-Матрахський митрополит Йосип, знаходився в Матрасі.

У той час І. Шільтбергер писав: 
 «Земля черкесів населена християнами, які сповідують грецьку віру. За грецьким віровченням служать Богу на мовах Ясському або Асско, і зіхськом або черкесском» (Джерело — Виноградів І. Преосвященний Єремія. Нижній Новгород, 1886). 
Однак, незважаючи на тисячолітній період християнства і існування церковного інституту, християнським цей період в історії Черкесії можна назвати лише умовно, оскільки Ісус Христос ( Ауш Джеридже  — Ісус Грецький), так і не ставши центральною фігурою пантеону, лише поповнив черкеську міфологію. Богом, як і в дохристиянські часи, залишився Великий Тхьа (Тхьашхо).
Не змінивши центральну фігуру пантеону — Тхьа, християнство надавало йому антропоморфні риси через ікони — Тхьанапа (Тхьенапе, букв. «Лик Тхье»). Введення образів Богоматері — Тхьенана (Тхьенане), і Святого Духа — Псатха (Псатхье), прирівняного до бога Тхьешхо, було кроком назад порівняно з черкеським монотеїзмом.

### Католицизм
'Католицтво'  поширювалося на чорноморському узбережжі  Черкесії в часи існування генуезьких (італійських) торгових містечок і навіть сформувалася етноконфесійні група черкеського народу сповідують католицизм і названих Френккардаші.

## Грецький вплив на адигську (черкеську) міфологію
Давньогрецькі міста-поліси розташовувалися на території чорноморського узбережжя, займаного адигами, в силу чого відбувався взаємний вплив міфологій. Так, у давньогрецькій міфології простежуються адигські паралелі (міф про Прометея, прикутого до гори Ельбрус тощо). Аналогічно, і в черкеській міфології існують грецькі паралелі.
Однак найбільший грецький вплив на міфологію адигів відбувався за часів розквіту Візантійської (грецької) імперії.
Відзначаючи цей незаперечний факт, дослідники, в той же час, проводили іноді занадто прямі паралелі між міфологією адигів і греків.

Так, на початку 19 століття, Л. Я. Люльє, дослідивши існуючі у адигів (черкесів) вірування, обряди і забобони, склав  список богів адигів і потім записав — 

«… Гостинність, змішана з релігійними поняттями, любов'ю до батьківщини і старими забобонами, є характеристична риса моралі горців перешкоджає і понині остаточного водворению у них ісламізму».—  Л. Я. Люльє. Вірування, релігійні обряди і забобони у черкесів
Явні паралелі простежуються між адигських Мазитхье і грецьким Паном, під впливом якого спочатку жіночий міфологічний образ Мезгуаше (Мезгуаще) трансформувався в чоловічій — Мезитхье. Чи не згадана у Люльє черкеська міфологічна покровителька бджільництва Мелісса зберегла навіть грецьке ім'я — «меліса» грецькою означає «бджола».
Але в ряді випадків зіставлення Люльє носять штучний характер (Зекlуетхье — Марс, Хенегуаш — Наяда, Кодес — Нептун, Хетегуаш — Помона).
Однак і в період занепаду християнства у адигів продовжувала стійко зберігатися віра в Єдиного Бога Тхье. У середині XIX століття, спеціально досліджував це питання Е. Спенсер, зазначав:

"Головними постулатами у вірі жителів Західного Кавказу є — міцна віра в єдиного Бога, верховного і могутнього, і в безсмертя душі, яка, вони переконані, буде переведена в інший світ, місцеперебування їхніх батьків.
Подібно магометанам, вони не представляють Божество в будь-якої видимої формі, але визначають його як творця всіх речей, чий дух неуважний у всьому Космосі.
Крім єдиного вічного Бога, вони вірять в існування декількох нижчих істот, або святих, яким Великий Дух, Тха, передав владу над такими земними речами, які він вважає занадто незначними для його вселяє страх контролю … Деякі з них представляються особливим символом; але вони не поклоняються їм інакше, окрім як проміжного об'єкту.
На цей рахунок я справив строгий опитування і виявив, що всі мої інформатори погодилися з цією думкою, і підтвердили те, що я чув до цього від декількох російських офіцерів, які протягом багатьох років були пов'язані з черкесами ….
Це поклоніння має вважатися різновидом поклоніння суворого протестанта і настільки ж суворого мусульманина ".—  Е. Спенсер. Подорожі в Черкесію, 1839

## Період ісламу

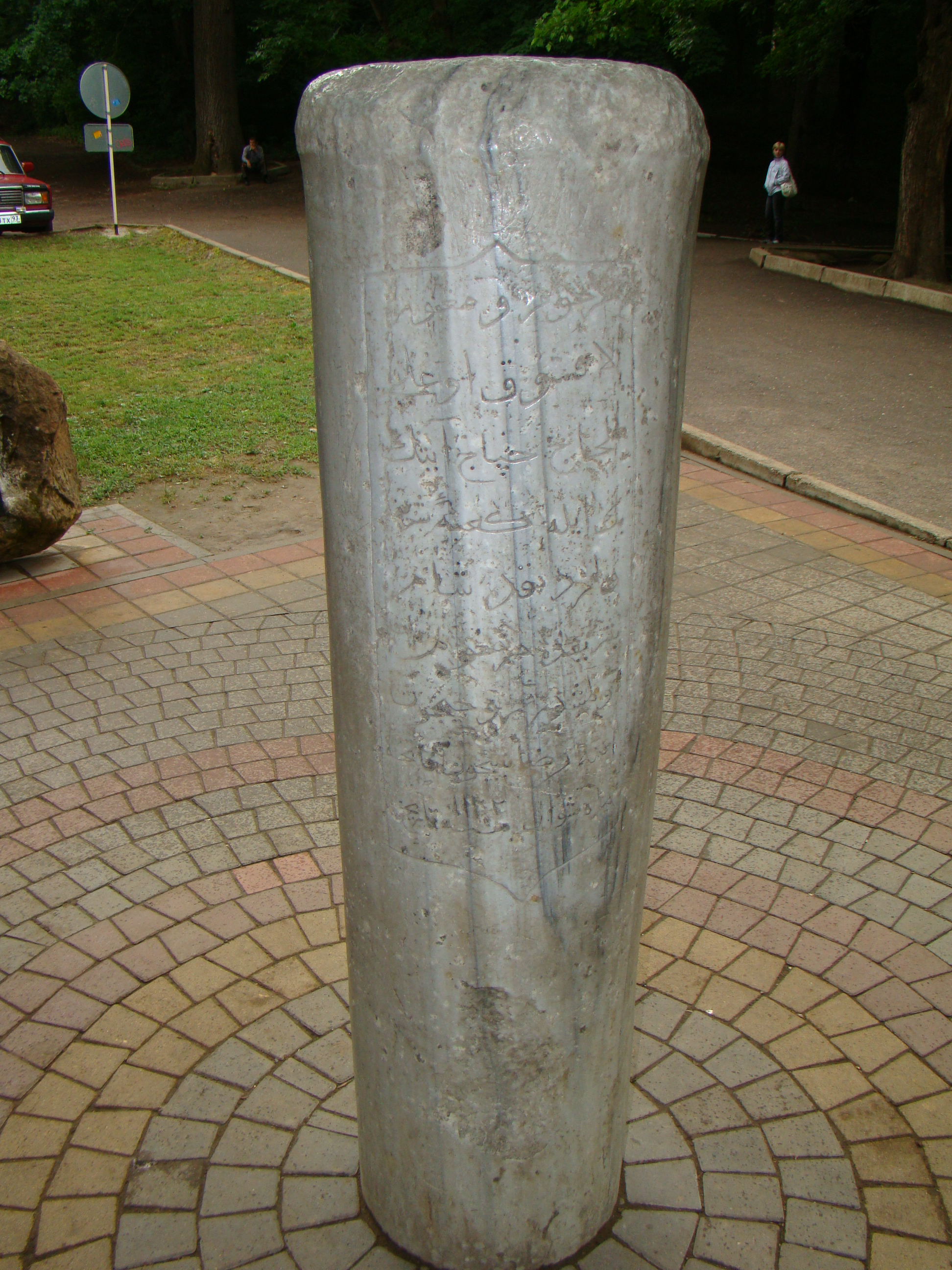
Кенотаф бжедугского аристократа Хапаче Лакшуке, вчинила хадж, напис 1717. Розташований в парку міста Гарячий Ключ

: Протягом IV—XVI ст. в релігійних уявленнях черкесів поєднувалися і тісно перепліталися елементи християнства і традиційні етнічні вірування.

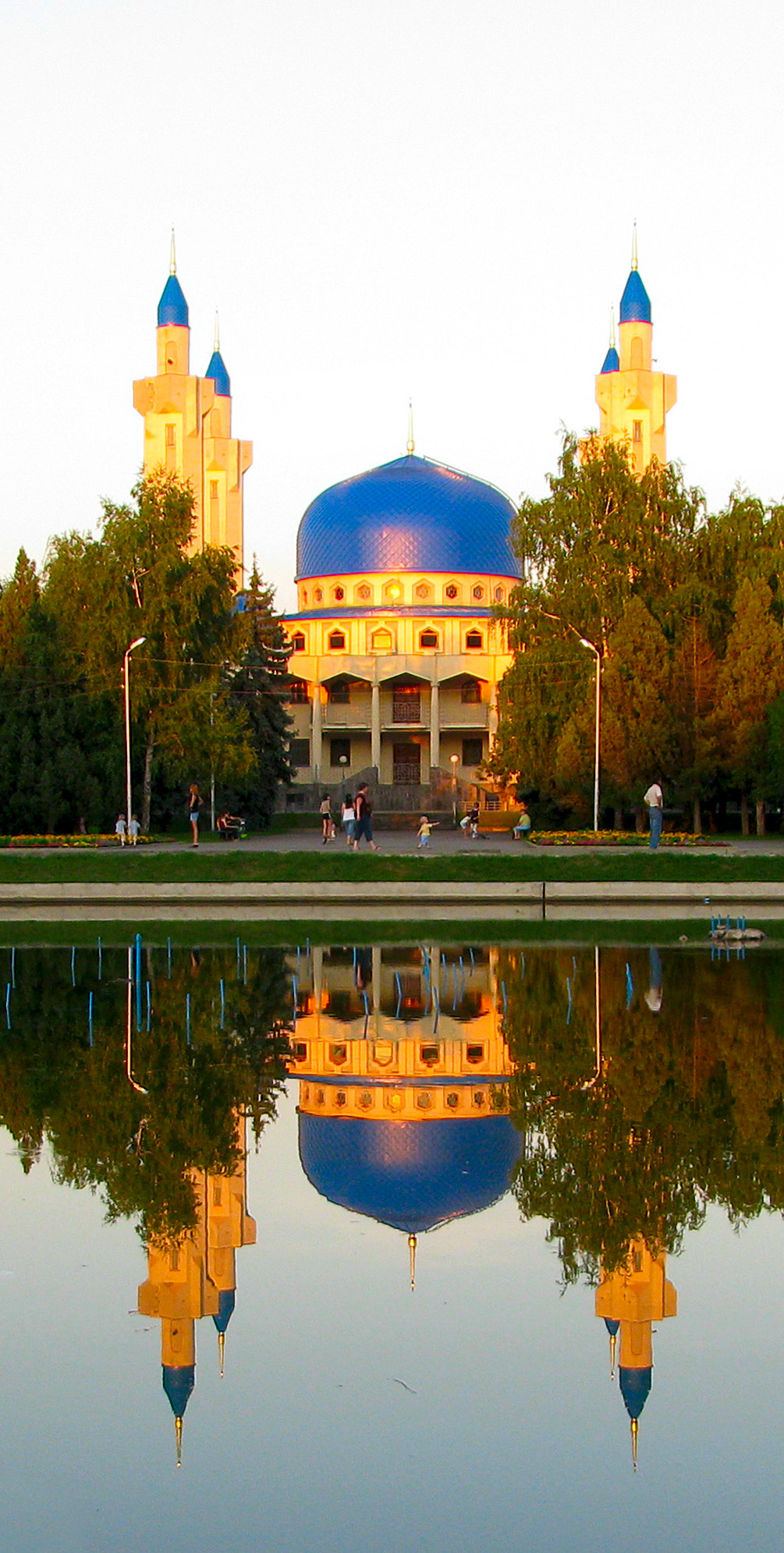
Майкопская Соборна мечеть

Зихи, Сугдею, Санігія і касоги сповідували християнство візантійського штибу; мали власні авторитетні кафедри.
У період з XIII по XV ст. і епізодично аж до першої половини XVII ст. на території  Зіхіі (Черкесії) велася активна місіонерська діяльність з боку римсько-католицької церкви.
Але, незважаючи на тисячолітній період християнської агітації та реально діючого церковного інституту, адиги так і не стали християнськими ортодоксами.
У 16 столітті, Британський мандрівник Едмунд Спенсер, зробивши подорож до берегів Кавказу, писав —  «Черкеська кров тече у венах султана. Його мати, його гарем — черкеські; його раби черкеси, його міністри й генерали черкеси. Він глава нашої віри, а також нашої раси». 
Процес прийняття ісламу адигами був поетапним. Черкеси часів Спенсера визнавали релігійний і політичний авторитет османського султана, тоді як черкеси XV століття нікого не ставили вище себе і своїх амбіцій. Ці ж погляди відображені у творі аз-Захір (пом. 1468) про устрій держави черкеських мамлюків, де постулюється теза про пріоритет черкесів в ісламському світі:  «Суть справи в тому, що по істині на титул султана має право тільки володар Єгипту, та допоможе йому Бог; він тепер стоїть вище всіх царів і найблагородніший з них, …»
Першими іслам з усіх черкеських етнографічних груп взяли ті, які проживали на Чорноморському та Азовському узбережжі. Це хегайкі (шегакі), жанеевци, натухайци і бжедугі. Другим ешелоном іслам прийняли черкеські субетнос в степах і передгір'ях Північного Кавказу: хатукайци, мамхегі, махошевци, теміргоевци, бесленеевци і кабардинці. Нарешті, останнім ешелоном стали убихи, шапсуги і абадзехі, які займали найбільш високогірні частини Північно-Західного Кавказу.
Зовнішня інформація про пріоритет мусульманської релігії в Черкесії вперше з'являється в першій половині XVII століття. «Одні з них магометани, — повідомляє Джіованні Лукка, — інші йдуть грецьким обрядом, але перше більше».
Якщо в XVI столітті лише окремі групи черкесів сповідували іслам, то до XIX століття все черкеси дивилися на османського султана, як на свого духовного главу і якийсь вищий авторитет.
В 1830 році, Султан Хан-Гірей, констатував —  «Єдине віросповідання черкеських племен — є магометанське, сунітської секти. Неспокійний спосіб життя черкесів причина того, що вони слабо виконують обряди, сію релігією приписувані, хоча і багато з них готові віддати життя за найменше образу свого сповідання. Траплялося мені бачити між ними людей, що перевершують і самих турків <! — Sic -> релігійним фанатизмом і старанністю до виконання правил віросповідання, яким духовенство вчить їх». 
- Шора Ногмов писав —  «Аділь-Гірей Атажукін з ефенді Ісхаком Абуковим, колишній сам в молоді роки муллою, ввів між кабардинського народом шаріат, за яким злочинці все без вилучення (тобто без відмінності станової приналежності), за ступенем важливості злочину, піддавалися смертної кари і тілесному покаранню. Встановлення цього положення принесло велику користь народу; кожен боявся зробити щось протизаконне».

Іслам в Кабарде став ідеологічною зброєю антиколоніальної війни. Метою шаріатського руху було єднання всіх соціальних верств. На чолі цього руху стояли самі князі. Заради об'єднання всіх сил для боротьби з Росією, князі Кабарди пішли на найрадикальніші заходи, відмовившись від своїх звичайних привілеїв, а також обіцяли селянам землю і свободу. Провісником шаріатістов можна вважати Дола, князя з Малої Кабарди, який командував збройними силами Шейха Мансура.
Важливу роль в шаріатською реформу в Черкесії, зіграли 40-х роках XIX ст. три наїба Шаміля: Хаджі-Мухаммед, Сулейман-Ефенді і Мухаммед-Амін.
1841 — на р. Пшеха відбулося велике зібрання черкесів, в якому брали участь абадзехі, убихи і шапсуги. На цьому зібранні був прийнятий договір, що отримав назву «Дефтера» (з турецького «лист»). Головне кредо даного заходу знайшло своє відображення в преамбулі договору: «Ми хочемо допомогти всім безладу нашого краю і не робити зла один одному». Дефтера складався з шести статей, присвячених правових питань всередині черкеського суспільства, відносин з дружніми народами, проблемам оборони країни і захисту власності горян. Перший пункт «Дефтера» свідчив —  "Наша перший обов'язок є суворе виконання шаріату. Будь-яке інше вчення повинно бути залишено і відкинуто, всі злочини повинні бути суджені не інакше, як по Корану ". 
Найбільшого успіху релігійні реформатори добилися в таких провінціях Черкесії, як Кабарда, Натухай, бжедугі і абадзехов. В цілому, іслам став ідеологічною базою консолідації черкеських товариств кінця XVIII — першої половини XIX ст. в боротьбі проти експансії Російської імперії.
Правові, обрядові встановлення мусульманської релігії відбилися в культурі адигів, в його піснях і фольклорі. Ісламська етика стала складовою самосвідомості черкеського народу, його релігійної самоідентифікації.

## Релігійні забобони
- 1404 — Описуючи Черкесию Іоанн де Галоніфонтібус писав[9]:

Кажуть, що їх жінки є великими чарівницями і застосовують своє ремесло дуже охоче. Вони викликають вітер і змушують море штормити, творячи аварії кораблів, бо у них немає хороших гаваней. Коли я подорожував цими землями і навколо них, я переконався, що ці плітки є правдою. Чарівні сили змусили море шаленіти, особливо вночі. Але наші молитви і святі допомогли нам здолати ці сили. 
З його повідомленням перегукуються і наступні відомості, записані через 430 років:
 Перебуваючи у 1836 році в Катеринодарі, я дізнався, що у сусідського народу хамишейців, яких аули видно за Кубанню, уми були стривожені від появи різних хвороб, приписуваних уддам (відьмам), що був викликаний цисюе (Відун), і що інквізиційна комісія переходила з аулу в аул для розшуку винуватців. Під час мого перебування в горах я знав одну родину, якої рід був цисьюе і перебував з ним у зносинах. Вона досі проживає в приморській долині  Бзид, прозивається Хутіноко і належить до покоління Тлечас (Тлехас). —  Л.Я. Люльє. Вірування, релігійні обряди і забобони у черкесів

## Період атеїзму
У Радянський період (1922—1991), на території Адигеї, Кабардино-Балкарії, Карачаєво-Черкесії, мали місце боротьба з будь-якими релігіями, як і на всій території Радянського союзу — див. Релігія в СРСР. Під гаслами боротьби з пережитками минулого заборонялося проведення обрядів, вирубувалися обрядові гаї.
Серед адигської еліти (партійної та господарської) був популярний атеїзм, який ними і пропагувався всьому іншому народові — див. Атеїзм.

## Пострадянський період
На сьогоднішній день переважна більшість черкесів — мусульмани-суніти, частина Моздокських черкесів — православні християни. Приблизно 7 % від загального числа черкесів у Росії сповідують адигського монотеистическую релігію.